# Cliff Clevenger

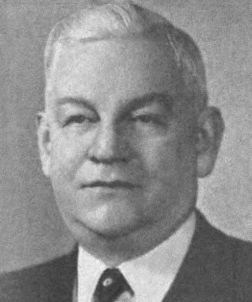
Cliff Clevenger (1955)

Cliff Clevenger (* 20. August 1885 bei Long Pine, Nebraska; † 13. Dezember 1960 in Tiffin, Ohio) war ein US-amerikanischer Politiker. Zwischen 1939 und 1959 vertrat er den Bundesstaat Ohio im US-Repräsentantenhaus.

## Leben
Cliff Clevenger wurde auf einer Ranch im Brown County in Nebraska geboren. 1895 zog er mit seinen Eltern nach Lacona in Iowa, wo er die öffentlichen Schulen und die High School besuchte. In den folgenden Jahren arbeitete er von 1901 bis 1903 in Marengo und dann von 1904 bis 1914 in Appleton (Wisconsin) im Handel. Zwischen 1915 und 1926 fungierte er als Präsident der Clevenger Stores in Bowling Green (Ohio). Anschließend war er von 1927 bis 1938 Manager der Firma F. W. Uhlman Stores in Bryan. Außerdem engagierte er sich in der Landwirtschaft und hierbei vor allem auf dem Gebiet der Viehzucht. Politisch schloss er sich der Republikanischen Partei an.
Bei den Kongresswahlen des Jahres 1938 wurde Clevenger im fünften Wahlbezirk von Ohio in das US-Repräsentantenhaus gewählt, wo er am 3. Januar 1939 den Demokraten Frank C. Kniffin ersetzte. Neunmal wiedergewählt, konnte er 20 Jahre im Repräsentantenhaus absolvieren. Bis 1941 wurden dort die letzten der New-Deal-Gesetze der Administration Franklin D. Roosevelt verabschiedet. 1958 verzichtete er auf eine weitere Kandidatur. Er starb am 13. Dezember 1960 in Tiffin und wurde in Neenah (Wisconsin) beigesetzt.
Clevengers Zeit als Abgeordneter war von den großen Umwälzungen des 20. Jahrhunderts geprägt: Zweiter Weltkrieg, Kalter Krieg, Koreakrieg und Bürgerrechtsbewegung.